# アルタン・ディラン
アルタン・ディラン（Ultan Dillane、1993年11月9日 - ）は、トップ14スタッド・ロシュレに所属するラグビーユニオン選手。

## プロフィール
- フランス・パリ出身[1]。父はコートジボワール人、母はアイルランド人。
- ポジションはロック(LO)。
- 身長 198cm、体重 112kg
- アイルランド代表キャップは19（2022年8月現在）。
- バーバリアンズに選ばれたことがある[2]。

## 略歴
2014年、コナートに加入。
2022年、ラ・ロシェルに加入。